# Su Dajin
Su Dajin (chiń. 苏达金; ur. 20 kwietnia 1986) – chiński sztangista, dwukrotny medalista mistrzostw świata.

## Kariera
Pierwszy sukces w karierze osiągnął w 2006 roku, kiedy podczas mistrzostw świata juniorów w Hangzhou zdobył złoty medal w wadze średniej (do 77 kg). Na rozgrywanych trzy lata później mistrzostwach świata w Goyang zdobył brązowy medal, przegrywając tylko z rodakiem, Lü Xiaojunem i Tigranem Geworkiem Martirosjanem z Armenii. Zdobył także srebrny medal w tej samej wadze na mistrzostwach świata w Paryżu w 2011 roku, rozdzielając na podium Xiaojuna i Sa Jae-hyouka z Korei Południowej. W 2010 roku wystartował na igrzyskach azjatyckich w Kantonie, jednak spalił wszystkie próby w podrzucie i ostatecznie nie był klasyfikowany. Nigdy nie startował na igrzyskach olimpijskich.

## Osiągnięcia
| Rok  | Zawody             | Miasto | Miejsce | Kategoria | Wynik  |
| ---- | ------------------ | ------ | ------- | --------- | ------ |
| 2009 | Mistrzostwa świata | Goyang | 3       | do 77 kg  | 365 kg |
| 2011 | Mistrzostwa świata | Paryż  | 2       | do 77 kg  | 372 kg |